# Kodeks 047
Kodeks 047 (Gregory-Aland no. 047), ε 95 (von Soden), ב (Tischendorf) – grecki kodeks uncjalny Nowego Testamentu na pergaminie, paleograficznie datowany na VIII wiek. Ma pewne luki w tekście. Ma pełne marginalia i przystosowany został do czytań liturgicznych. Prawdopodobnie jest jedynym zachowanym rękopisem, którego cały tekst pisany jest w kształcie krzyża. Reprezentuje standardowy tekst bizantyński, nie cieszy się zainteresowaniem ze strony krytyków tekstu i z tego powodu jest rzadko wykorzystywany w krytycznych wydaniach greckiego Nowego Testamentu. Rękopis nie zachował się w całości i ma nieco braków.

## Opis
Kodeks stanowiony jest przez 152 pergaminowych kart, o rozmiarach 20,5 na 15,2 cm, z niemal pełnym tekstem czterech Ewangelii. Foliały noszą numery od α do χ. Pergamin jest gruby, atrament jest brunatny. Tekst na stronie pisany jest w kształcie krzyża, 37–38 linijek w kolumnie. Litery są niewielkie. Ze względu na kształt tekstu 3/8 powierzchni strony nie zostało wykorzystane. Format również sprawia, że korzystanie z not marginalnych jest mniej poręczne. Uważa się, że jest to jedyny rękopis w całości pisany w formie krzyża. Inne rękopisy stosują ten format jedynie na niektórych stronach (lekcjonarze 233, 1635, 2135) .
Tekst dzielony jest według κεφαλαια (rozdziały), których numery znajdują się na bocznym marginesie, a ich τιτλοι (tytuły) w górnym marginesie. Ponadto zastosowany został podział według krótkich Sekcji Ammoniusza (w Ewangelii Marka 237 sekcji, ostatnia sekcja zaczyna się na 16,15), których numery umieszczono na marginesie z odniesieniami do Kanonów Euzebiusza (pisanymi pod numerami Sekcji Ammoniusza).
Zawiera prolegomenę, listy κεφαλαια (spis treści) zostały umieszczone przed każdą Ewangelią, a na marginesie system odniesień do czytań liturgicznych (dzięki czemu mógł być używany do czytań liturgicznych). Na końcu każdej Ewangelii znajduje się subscriptio, w którym podano liczbę wersów. Zawiera noty liturgiczne na marginesach, dzięki czemu mógł być wykorzystywany w czytaniach liturgicznych.
Kodeks stosuje formy gramatyczne właściwe dla greki koine, pomimo iż reprezentuje tekst bizantyjski (ειπαν dla 3 osoby pluralis w aoristus, a nie ειπον). Późniejsza ręka dokonała niewielu korekt tekstu .
Luki
Rękopis nie zachował się w całości. Brakuje następujących fragmentów: Ewangelia Mateusza 2,15–3,12; 28,10–20; Ewangelia Marka 5,40–6,18; 8,35–9,19; Ewangelia Jana 2,17–42; 14,7–15,1; 18,34–21,25.

## Tekst

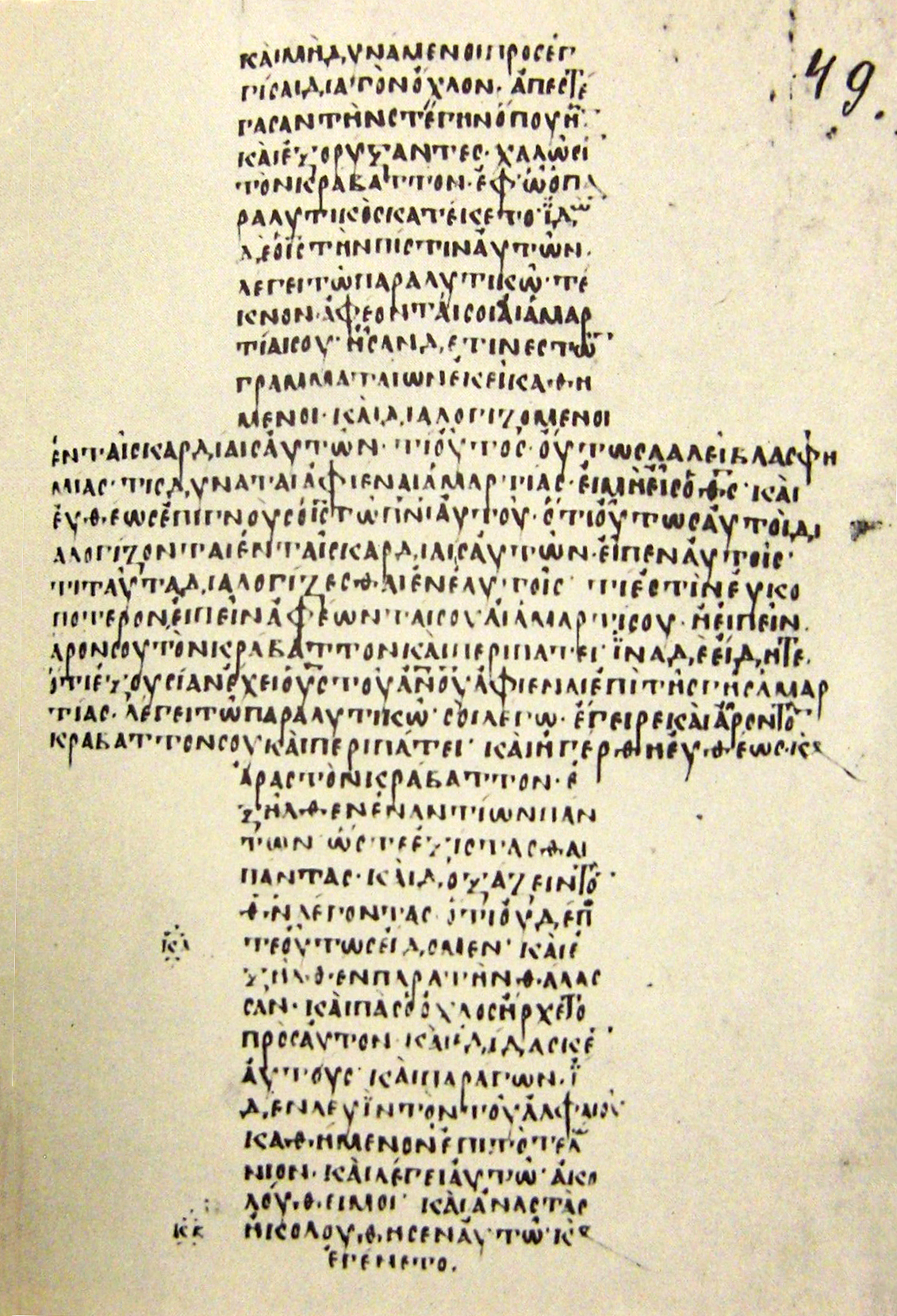
Ewangelia Marka 2,4–15

Grecki tekst kodeksu przekazuje tekst bizantyjski. Kurt Aland dał mu następujący profil tekstualny – 1751, 961/2, 62, 21s. To znaczy, że według Alanda kodeks 175 razy wspiera standardowy tekst bizantyjski przeciwko tekstowi „oryginalnemu” (w rekonstrukcji Alanda), 96 razy jest zgodny zarówno z tekstem bizantyjskim jak i oryginalnym, 6 razy wspiera tekst oryginalny przeciwko bizantyjskiemu, ponadto ma 21 sobie właściwych wariantów (Sonderlesarten). Z profilu wynika, że jest zgodny z tekstem bizantyjskim w ponad 90%. Aland zaklasyfikował go do Kategorii V. Według Claremont Profile Method, tj. metody wielokrotnych wariantów, reprezentuje rodzinę tekstualną Kx, ale metodą tą przebadane zostały tylko trzy rozdziały Ewangelii Łukasza (1; 10; 20). Z punktu widzenia krytyki tekstu rękopis nie należy do interesujących .
Tekst Ewangelii Mateusza 16,2b–3 (znaki czasu) został opuszczony, Ewangelii Jana 5,3.4 (zstępujący anioł) oznakowany został obeliskiem (÷) jako wątpliwy, Ew. Jana 7,53–8,1 (przyprowadzenie jawnogrzesznicy) jest obecny i nie został oznakowany jako wątpliwy. Brak tekstu Ewangelii Marka 15,28.
W Ewangelii Jana 1,29 brakuje imienia ο Ιωαννης (Jan), w czym jest wspierany przez rękopisy: Kodeks Synajski, Alexandrinus, Vaticanus, Cyprius, Campianus, Petropolitanus Purpureus, Vaticanus 354, Nanianus, Macedoniensis, Sangallensis, Koridethi, Petropolitanus, Athous Lavrensis, Codex Athous Dionysius, 0141, 8, 9, 565, 1192.

## Historia
Gregory oraz Scrivener datowali kodeks na IX lub X wiek, von Soden oraz Kirsopp Lake datował na IX wiek. Metzger i Aland datowali go na VIII wiek. Wiek VIII figuruje na oficjalnej liście INTF . Jednak w niektórych pracach nadal bywa datowany na wiek IX. Miejsce powstania rękopisu jest nieznane.
Kodeks przechowywany był w klasztorze św. Andrzeja na górze Athos; odkryty został w 1886 roku przez Gregory'ego, który też sporządził pierwszy jego opis. W 1899 roku Kirsopp Lake sprawdził niektóre z jego wariantów tekstowych . Przywieziony został do USA przez Thomasa Whittemore. W 1924 roku został nabyty przez Roberta Garretta z Baltimore, który w 1942 roku podarował go bibliotece Uniwersytetu Princeton, gdzie odtąd jest przechowywany (Library Μed. and Ren. Mss, Garrett 1), Princeton (New Jersey) .
Na listę rękopisów Nowego Testamentu wciągnął go Gregory; otrzymał siglum ב. W 1908 roku Gregory nadał mu siglum 047.
Jakkolwiek nie cieszy się specjalnym zainteresowaniem ze strony krytyków tekstu, jest cytowany w krytycznych wydaniach Nowego Testamentu. Cytowany jest jednak niezbyt często, a w wydaniach Nestle-Alanda nie jest cytowany indywidualnie (tylko jako członek grupy). Kenneth W. Clark opublikował folio 49 recto metodą facsimile, Bruce M. Metzger opublikował 131 folio recto kodeksu, Aland opublikował pierwszą stronę Ewangelii Jana. Rękopis w formie zdigitalizowanej jest dostępny na stronie INTF .